# Baroreceptor
Baroreceptory, presoreceptory – mechanoreceptory odpowiadające za stałą wielkość ciśnienia krwi.

## Lokalizacja u człowieka
Baroreceptory znajdują się w ścianach niektórych tętnic. Główne miejsca występowania to:
- łuk aorty
- tętnica szyjna wspólna
- zatoka tętnicy szyjnej.

## Funkcja
Baroreceptory są odpowiedzialne za ciągłe monitorowanie ciśnienia krwi. Wzrost ciśnienia zwiększa częstotliwość wyładowań z baroreceptorów do ośrodka naczyniowego i odwrotnie – spadek ciśnienia pociąga za sobą obniżenie liczby impulsów. Zwiększona aktywność baroreceptorów hamuje ośrodek naczynioruchowy, który przez włókna odśrodkowe zmniejsza napięcie mięśni gładkich tętnic. Tętnice rozszerzają się, a ciśnienie krwi obniża się. Odwrotnie – niska częstotliwość impulsów wysyłanych przez baroreceptory pobudza czynność ośrodka naczynioruchowego, który poprzez wysłane bodźce zwiększa napięcie mięśni gładkich tętnic. Nie jest to bezpośrednie działanie unerwienia eferentnego baroreceptorów: przesyłają one sygnał poprzez nerw błędny, którego pobudzenie w wypadku wzrostu ciśnienia w zatoce szyjnej prowadzi do ograniczenia efektu współczulnego: rozszerzenia naczyń krwionośnych i zahamowania efektów tropowych serca. Z drugiej strony zmniejszenie ciśnienia w obrębie baroreceptorów – w tym na skutek hipotensji ortostatycznej – prowadzi do zniesienia impulsacji nerwu błędnego i ujawnienia się efektów współczulnych).
Wysoka sprawność regulacji ciśnienia krwi przez baroreceptory powoduje, że nie zmienia się ono w pozycji leżącej ani stojącej. Niekiedy mogą one utracić swą sprawność. Po długotrwałym przebywaniu w łóżku, na przykład z powodu ciężkiej choroby, zmiana położenia ciała na pionową może doprowadzić do omdlenia. Podobne warunki istnieją u kosmonautów przebywających przez dłuższy czas w stanie nieważkości.